# Bobby Pendragon (personnage)
Bobby Pendragon est le personnage principal de la série Bobby Pendragon. Joueur de basket plutôt doué, d'un certain succès auprès des filles, il n'a d'original dans sa vie que son oncle. En effet, très farfelu, celui-ci sera par la suite la cause des aventures dans lesquelles sera entraîné Bobby.
Le jeune homme a un faible pour une jeune fille du nom de Courtney et son meilleur ami est Mark. Ceux-ci vont, au fil des romans, lire le récit de leur ami sous forme de journaux qu'il leur enverra périodiquement. C'est sous cette forme épistolaire que l'on peut connaître les péripéties du parcours de Bobby au cœur des autres mondes.

## Psychologie
Dans le premier tome, le marchand de peur, Bobby se cherche. Balancé en plein milieu de l'aventure, il va tout d'abord refuser la mission qui lui est confiée. À ce moment, la peur l'emporte sur le reste. Mais à partir du moment où il décidera qu'il fait ce travail, il commencera à prouver son ingéniosité.
Bobby est tourmenté par la peur bien longtemps. Il est un adolescent comme les autres, et n'arrive pas à croire ce qui lui arrive. Il mettra beaucoup de temps à l'accepter.
Au fil des livres, cependant, il laissera paraître sa vraie nature : quelqu'un de courageux, très modeste. Il s'attachera beaucoup aux autres voyageurs, particulièrement Loor, qu'il estime beaucoup. Et c'est cet amour des autres qui le poussera à travers ses aventures, à toujours foncer.
Il laisse apparaître aussi une nature très lucide, malgré tout ce qui arrive. Il s'interroge beaucoup, et ne s'enfle jamais la tête avec ses pouvoirs de voyageur.
À travers les tomes, on peut remarquer une évolution de maturité flagrante, tant par ses réflexions que ses actions.